# Mesonerilla prospera
Mesonerilla prospera é uma espécie de animal invertebrado da família Nerillidae. É endémica das Bermudas.